# Cantón de Chevilly-Larue
El cantón de Chevilly-Larue era una división administrativa francesa, que estaba situada en el departamento de Valle del Marne y la región de Isla de Francia.

## Composición
El cantón estaba formado por dos comunas:
- Chevilly-Larue
- Rungis

## Supresión del cantón de Chevilly-Larue
En aplicación del Decreto n.º 2014-171 de 17 de febrero de 2014, el cantón de Chevilly-Larue fue suprimido el 22 de marzo de 2015 y sus 2 comunas pasaron a formar parte del nuevo cantón de Thiais.